# Lingua nunggubuyu
La lingua nunggubuyu, detta anche nunggubuju, wubuy e yingkwira, è una lingua aborigena australiana parlata in Australia, nel Territorio del Nord.

## Distribuzione geografica
La lingua nunggbuyu è parlata nella parte orientale della Terra di Arnhem. Al censimento australiano del 2006 risultavano 109 locutori.

## Classificazione
L'Australian Institute of Aboriginal and Torres Strait Islander Studies (AIATSIS) concorda con Ethnologue nel classificare la lingua nunggubuyu all'interno delle lingue gunwinyguan.